# افریتور باکالووو
افریتور باکالووو (به بلغاری: Efreytor Bakalovo) یک منطقهٔ مسکونی در بلغارستان است که در شهرستان کروشاری واقع شده‌است.